# Hydropisie

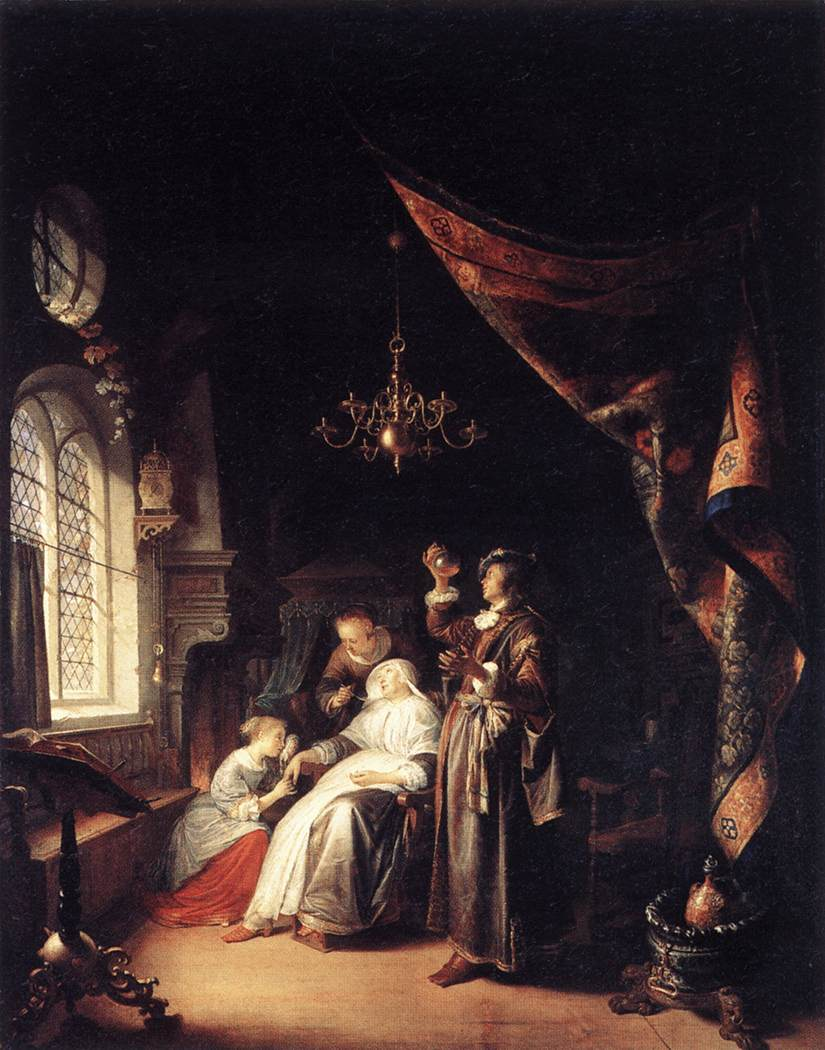
La Femme hydropique, tableau de Gérard Dou, vers 1663, musée du Louvre.

L'hydropisie est un terme médical historique employé pour désigner tout épanchement de sérosité dans une cavité naturelle du corps ou entre les éléments du tissu conjonctif.
Il pouvait donc être synonyme d'« œdème ». La plupart du temps, l'hydropisie en tant que maladie désignait la cause principale d'œdèmes généralisés, à savoir l'insuffisance cardiaque congestive.
Le terme hydropisie devient désuet à la fin du XIXe siècle, puis totalement obsolète lorsque les différentes causes et mécanismes de l'hydropisie sont clairement distingués et identifiés en plusieurs maladies différentes.
Le terme a été conservé en médecine vétérinaire où il désigne une maladie des poissons d'aquariums et des escargots.

## Étymologie et termes apparentés
Le terme hydropisie dérive du grec ancien hudôr (eau) et hudrôps (épanchement de liquide dans une cavité du corps, ou infiltration dans la chair). En latin impérial, il devient hydropisis, et en ancien français ydropisie en 1174.
Le malade atteint d'hydropisie est appelé hydropique (utilisé comme adjectif vers 1270) du latin hydropicus, du grec hudrôpikos.
L'hydropisie peut être localisée : hydrothorax (épanchement dans la poitrine), hydropéricarde (épanchement péricardique), hydropisie abdominale ou du péritoine (ascite), hydropisie de l'amnios (hydramnios), hydropisie de la synoviale (épanchement articulaire ou synovite), hydrocéphalie etc… ou généralisée (anasarque),.
Le terme hydropisie devient désuet à la fin du XIXe siècle et obsolète au cours du XXe siècle, lorsque les causes et mécanismes d'une hydropisie sont clairement différenciés. Ce qui amène à un démembrement nosologique où une entité pathologique unique (l'« hydropisie ») est éclatée en plusieurs maladies différentes.

## Principales causes et mécanismes
Les descriptions historiques d'hydropisie d'avant le XIXe siècle ne peuvent faire l'objet d'un diagnostic précis en l'absence d'éléments probants (comme les résultats d'une autopsie). Le diagnostic historique se bornait à constater une accumulation progressive de liquide dans les jambes, l'abdomen et la poitrine jusqu'à l'issue fatale.
D'un point de vue moderne, les causes principales d'hydropisie sont au nombre de quatre :

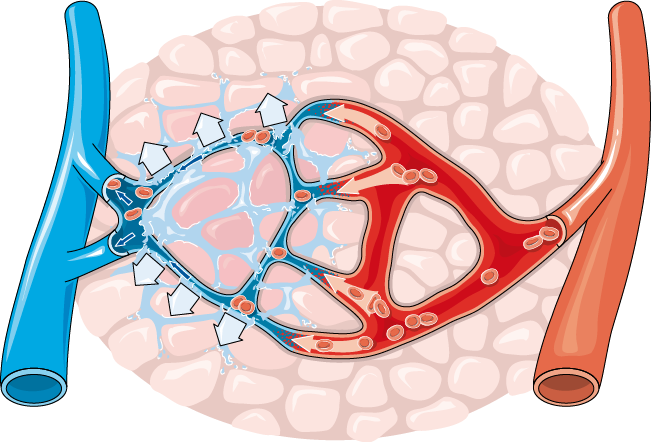
Formation d'œdème par déséquilibre hydrostatique au niveau des capillaires.

1. L'insuffisance cardiaque congestive ;
2. L'insuffisance hépatique ;
3. L'insuffisance rénale chronique ;
4. Malnutrition (comme le béribéri dans sa forme humide) et des intoxications par « produits de famine » tels que l'huile d'Argémone en Inde, ou la feuille d'Atriplex en Chine[4]. Voir Hydropisie épidémique.

L'insuffisance cardiaque était probablement la cause la plus fréquente des hydropisies historiques, car en association et aboutissement des trois autres.
Le mécanisme d'une hydropisie peut s'expliquer selon un équilibre hydrostatique à l'intérieur des capillaires. Cet équilibre dépend d'une pression oncotique qui attire l'eau en direction des sels de sodium et des protéines (pression osmotique). Dès lors, une accumulation de liquide hors capillaires dans les tissus peut se produire lorsque la pression intracapillaire augmente ou lorsque la capacité d'absorption des capillaires diminue. La plupart des troubles hydrostatiques sont d'origine cardiaque, les troubles oncotiques d'origine hépatique et rénale.

## Histoire

### Antiquité et Moyen Âge
La première mention d'hydropisie se trouverait dans le papyrus Ebers, manuscrit médical égyptien daté de 1550 av. J.C. environ, à propos d'un gonflement abdominal accompagné d'une faiblesse des pouls. En 1825, Augustus Bozzi Granville (it) (1783-1872) réalise la première dissection scientifique d'une momie égyptienne et porte le diagnostic « d'hydropisie ovarienne » en rapport avec une tumeur maligne de l'ovaire ; mais en 2010, une nouvelle étude démontre une péritonite tuberculeuse (qui peut se manifester aussi par une ascite ou hydropisie), la tumeur étant bénigne.

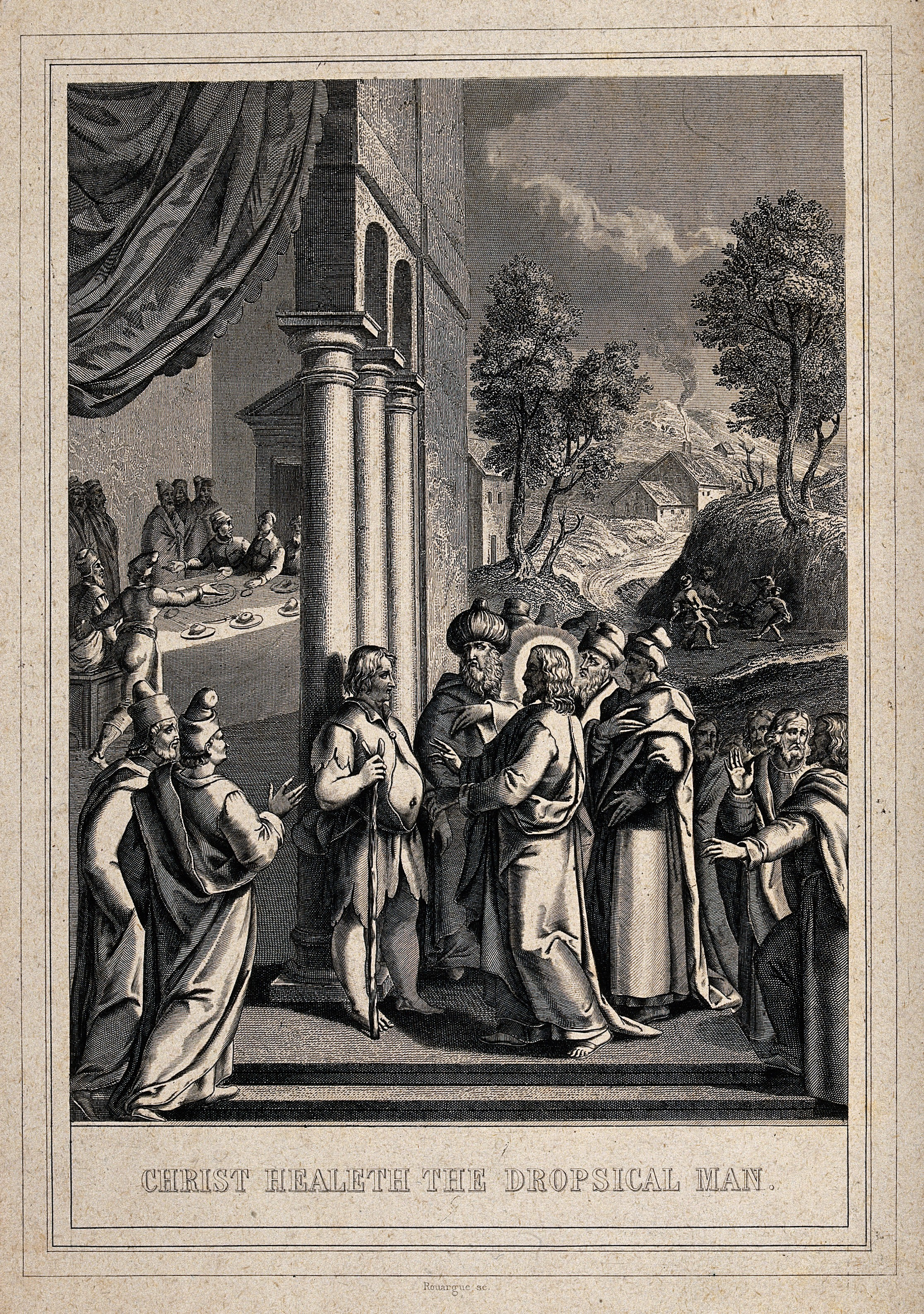
Jésus guérissant l'hydropique.

En médecine mésopotamienne, les œdèmes seraient mentionnés sous le terme nuppuhu, et l'hydropisie  comme aganutillû ou saharasubbü.
En médecine ayurvédique, les anciens hindous pensaient que l'hydropisie était envoyée par les dieux Vishnou et Varuna. En Asie, la fréquence de l'hydropisie serait liée aux infections parasitaires et à une grande dépendance agricole avec risques de famines et de dénutrition (œdèmes de carence).
Dans l'évangile de Saint Luc, on trouve au chapitre 14, versets 1 à 6, le récit de la guérison d'un hydropique, par Jésus de Nazareth, un jour de sabbat, mais aucun symptôme n'est décrit.
Le Corpus hippocratique mentionne l'hydropisie comme maladie difficile à guérir, avec la phtisie, la goutte et l'épilepsie. Hippocrate donne un fameux aphorisme (Aphorismes, VII, 47) : « La toux qui survient aux hydropiques est fâcheuse », ce qui a été interprété soit comme une ascite par péritonite tuberculeuse, soit comme un œdème pulmonaire conséquence d'une ascite par insuffisance cardiaque, les commentateurs s'accordant sur la justesse de l'observation et la gravité du pronostic,.
Au Ier siècle ap. J. C. le romain Celse décrit deux formes d'hydropisie : l'œdème généralisé des membres inférieurs qui peut être drainé par des incisions cutanées au dessus de la cheville et l'ascite détectée par la palpation de l'abdomen (perception de mise en mouvement de liquides) à drainer par paracentèse.
Au siècle suivant, Claude Galien (129-201) énumère plusieurs causes d'hydropisie : un foie dur et une mauvaise formation de sang (selon Galien, le sang se forme dans le foie), des hémorroïdes (ce qui a été interprété comme une hypertension portale), l'aménorrhée et les métrorragies.

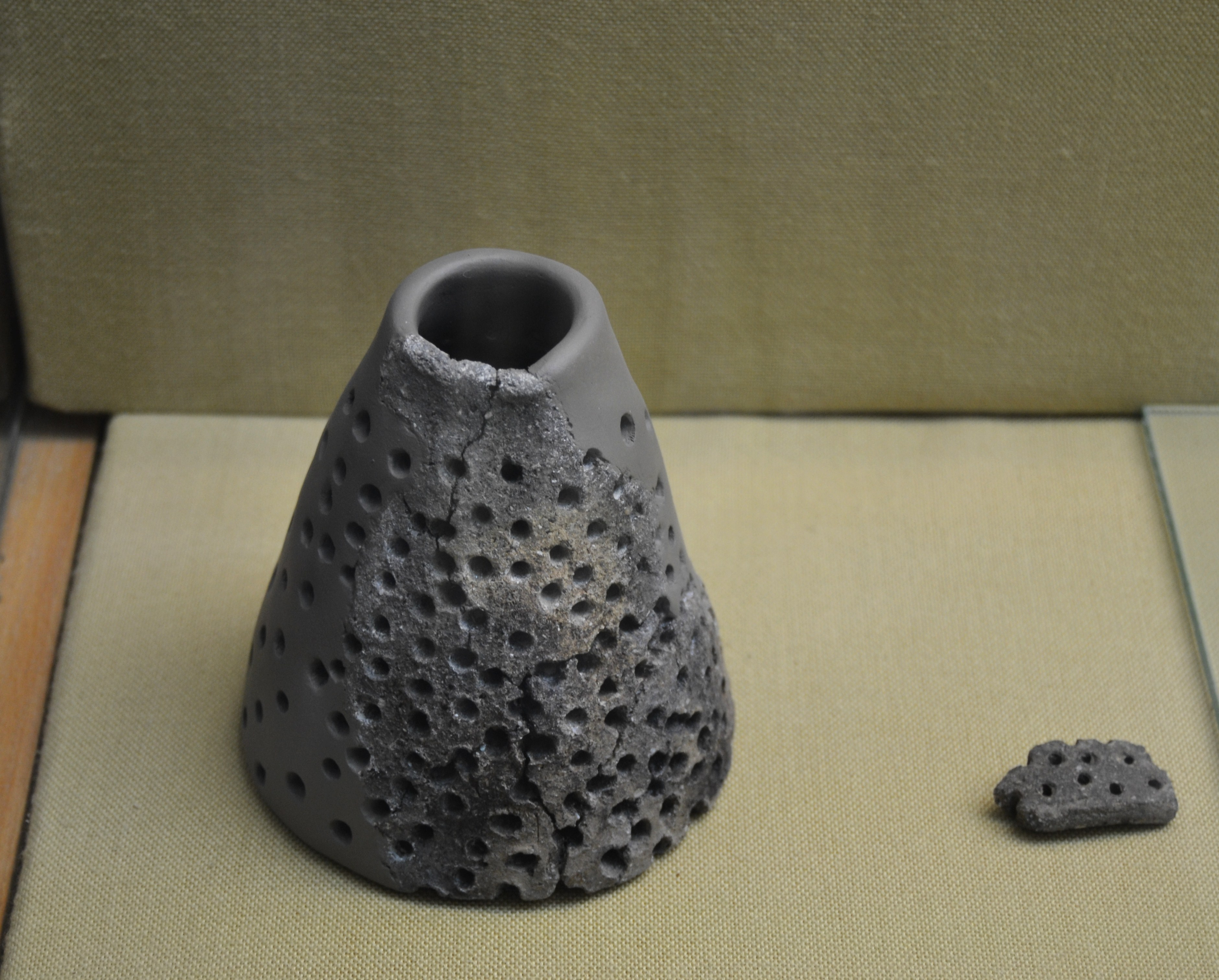
Faisselle en céramique de l'âge du bronze, provenant des grottes de Montgó.

Au Ve siècle, Caelius Aurélien compare la formation d'une hydropisie au moule à égoutter le fromage :
« De même l'hydropisie est due à la perforation de conduits dans la chair à la manière d'une petite faisselle capable de tourner en eau les aliments habituels du corps. »
Ces idées sont reprises au XIe siècle par Avicenne (980-1037) qui relie entre eux tous les symptômes qui accompagnent l'hydropisie : la tachycardie et les palpitations, l'œdème pulmonaire, la dyspnée, la syncope.
Pratiquement, en ce qui concerne cette maladie et son traitement, tous les auteurs médicaux jusqu'à la Renaissance, reprennent les écrits d'Hippocrate, de Celse et de Galien. Outre les incisions et la paracentèse, les médecins utilisent une grande variété de remèdes végétaux qualifiés de diurétiques, de cathartiques, d'émétiques, ou de diaphorétiques, dont la scille maritime.
À la fin du Moyen Âge, en France, on compte près de onze saints guérisseurs de l'hydropisie.

### Période classique (XVIeetXVIIesiècles)
En 1520, Paracelse (1493-1541) s'oppose à l'ancienne théorie humorale de l'hydropisie, selon laquelle l'excès de fluides corporels  provient d'un écoulement de phlegme ou pituite provenant de la tête (humidité du cerveau). Il conçoit l'hydropisie comme une dissolution du corps par une pluie invisible, et il propose des remèdes minéraux à base d'oxyde de mercure et de soufre, en guise de diurétiques et pour assécher le corps,.

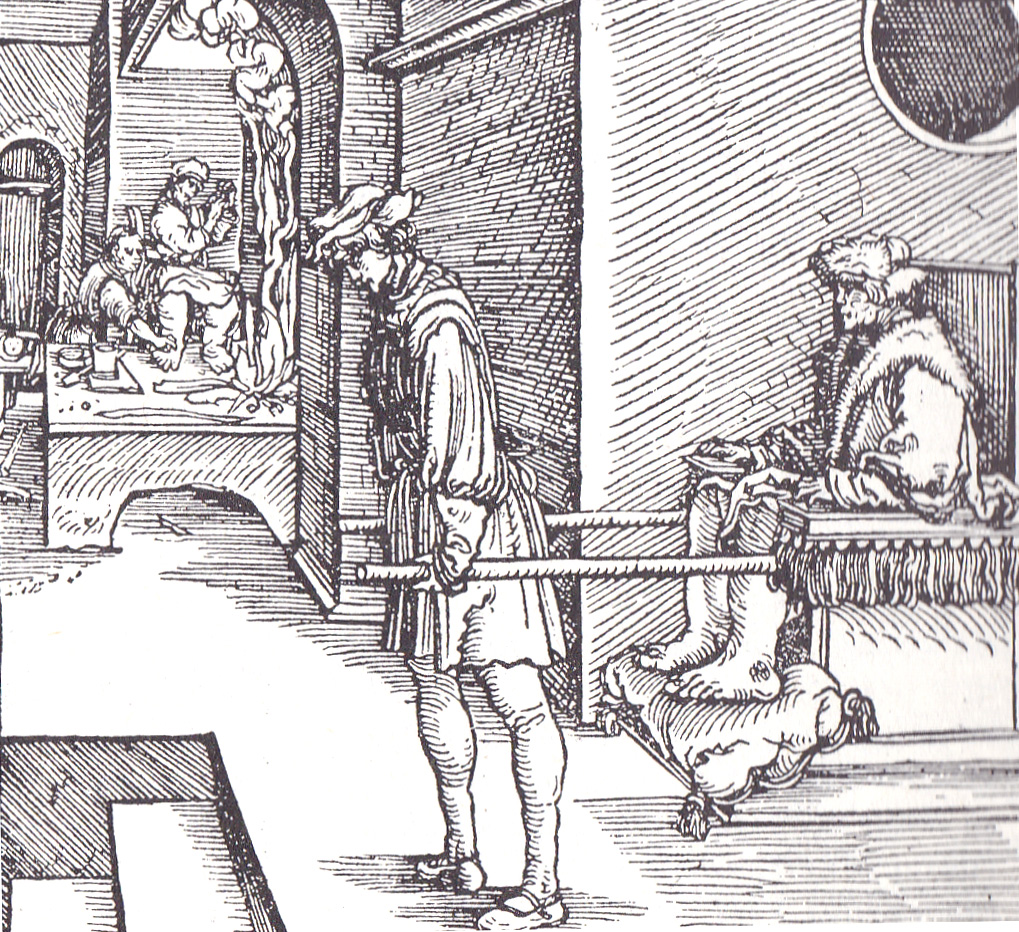
La décrépitude du corps (œdèmes et hydropisie), gravure sur bois de (1495-1537).

Au XVIIe siècle, la pratique plus fréquente des autopsies amène à penser l'hydropisie comme un trouble de la dynamique des fluides, interne à un organe donné, et non pas à l'échelle du corps. Charles Le Pois (1563-1633) et Fabrizio Bartoletti (1576-1630) estiment que les fluides de l'hydrothorax viennent des poumons. Bartoletti note que le premier signe à apparaître est la dyspnée d'effort, puis l'œdème des jambes et finalement l'ascite. Selon lui, l'hydrothorax n'est pas rare, mais il est toujours fatal par « catarrhe suffocant » (interprété comme œdème aigu du poumon en termes modernes).
En 1616, William Harvey (1578-1657) découvre la formation d'œdèmes par ligature des veines. Il postule ensuite que si le système veineux dans son ensemble est trop distendu, le cœur pourrait s'arrêter et la suffocation s'ensuivre. Dans De Motu Cordis (1628), il décrit le cœur et les poumons non pas comme des organes de réchauffement et refroidissement du sang, mais comme des entrepôts de sang (avec le concept d'engorgement et de congestion passive), il s'agit d'un changement crucial dans la compréhension de l'hydrothorax.
En 1669, Richard Lower (1631-1691) réalise une hydropisie expérimentale chez le chien par ligature des veines jugulaires et de la veine cave supérieure. Il découvre aussi que l'épanchement péricardique peut gêner l'expansion cardiaque et diminuer le retour veineux. Il postule que les moitiés droite et gauche du cœur doivent être d'égale force pour maintenir la circulation sanguine.
Vingt ans après sa découverte des capillaires Marcello Malpighi (1628-1694) remarque en 1681 que les poumons de personnes décédées de dyspnée aigüe sont plus lourds à cause d'une stagnation de sang. Il conclut que ce sang provient d'un déséquilibre au niveau des capillaires, mais il l'explique par irritation chimique ou nerveuse. C'est finalement son élève, Giorgio Baglivi (1668-1707) qui donne la description la plus précise du « catarrhe suffocant », clairement reconnaissable comme œdème aigu du poumon.
Les avancées de cette période réduisent le nombre des remèdes proposés pour le traitement de l'hydropisie : les auteurs tendent à se limiter soit aux diurétiques, soit aux « toniques » pour renforcer le tonus des veines (veinotoniques).

### Lumières: le rôle du cœur
Jusqu'au XVIIIe siècle, les médecins ont eu du mal à admettre la possibilité de « maladie cardiaque » tant ils étaient persuadés que le cœur est l'organe vital par excellence et que toute atteinte cardiaque était immédiatement incompatible avec la vie. Les autopsies systématiques de malades hydropiques montrent l'existence de lésions structurelles cardiaques.
Dès 1705, Raymond Vieussens (1641-1715) décrit des valvulopathies en rapport avec la mort par hydropisie, et Giovanni Lancisi (1654-1720) attribue la mort subite par hydrothorax à une insuffisance aortique. L'hydropisie s'explique alors par une défaillance du cœur droit ou gauche avec engorgement hydrodynamique dans un système circulatoire fermé.

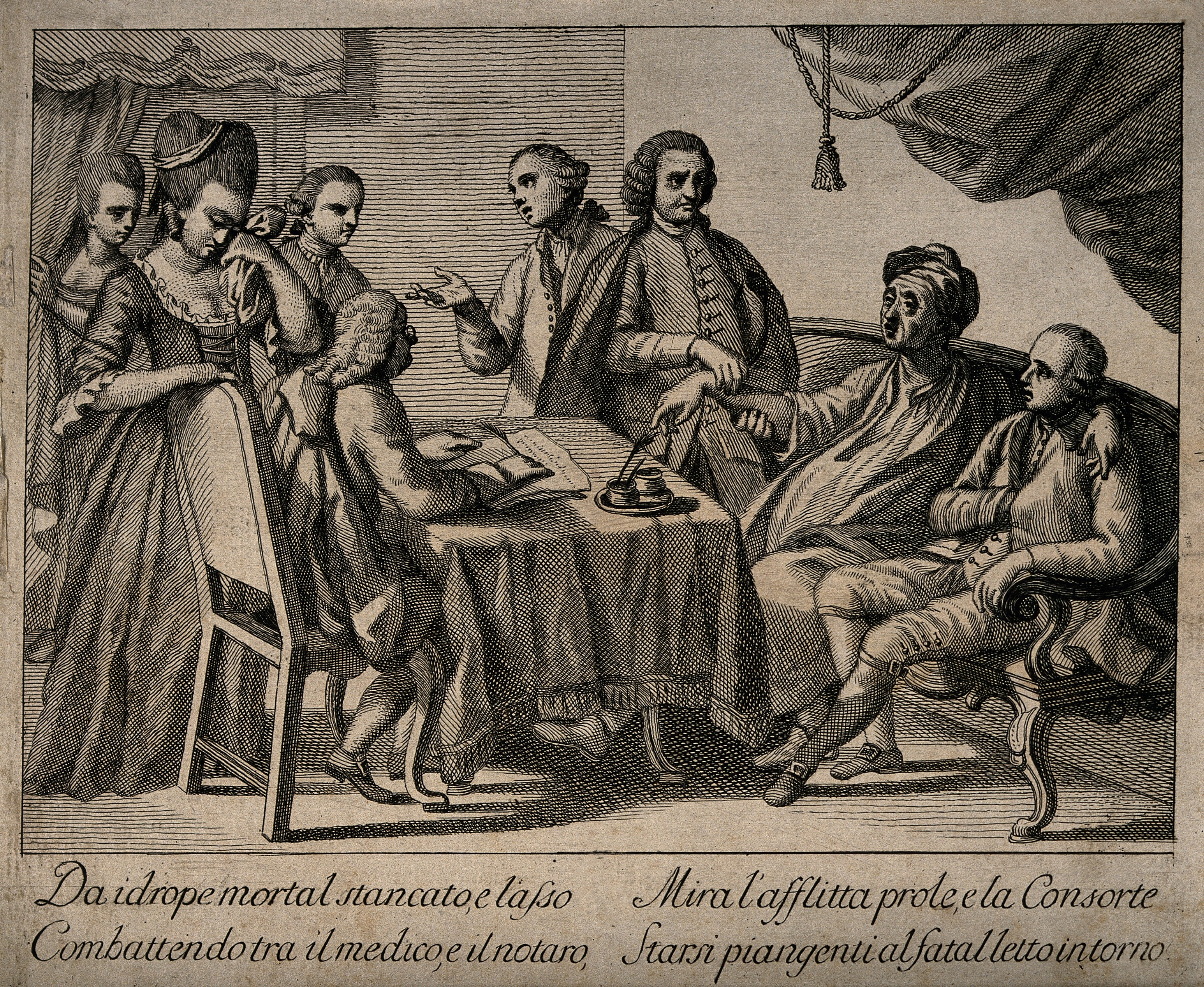
Malade hydropique dictant ses dernières volontés à son notaire pendant que son médecin lui tâte le pouls.

Toutefois, dans une conception mécaniste du corps, l'hydropisie peut être aussi conçue comme une « maladie fébrile », le signe cardinal d'une fièvre avant l'invention du thermomètre médical étant la rapidité du pouls. La fièvre est alors le résultat d'une résistance aux frottements d'une circulation accélérée dans un système fermé. Le partisan principal de cette théorie est Herman Boerhaave (1668-1738) qui propose le même traitement pour les malades fébriles et hydropiques.
En 1706, la première monographie consacrée à la seule hydropisie est publiée à Breslau, son auteur probable est Christian Helwich (de) (1666-1740). Elle reprend l'explication de Boerhaave : l'hydropisie est un échappement de fluides par diminution de la viscosité sanguine et faiblesse des parois veineuses.
En 1733, Stephen Hales (1677-1761) est le premier à reconnaitre que le pouls faible et rapide des hydropiques est une compensation réflexe d'un retour veineux défectueux.
Au milieu du XVIIIe siècle, les principales manifestations de l'hydropisie sont clairement identifiées, mais il existe de nombreuses théories, non démontrées ou non démontrables : l'hydropisie comme « fièvre », perturbation chimique, viscosité sanguine, tonus des fibres… plus ou moins abandonnées à la fin du siècle, au profit de l'hydropisie comme conséquence d'une maladie cardiaque (insuffisance cardiaque).
Une étape cruciale est franchie en 1785 , lorsque le médecin botaniste britannique William Withering (1741-1799) publie An Account of the Foxglove and Some of its Medical uses etc… With Practical Remarks on Dropsy and Other Diseases (Un exposé sur la digitale et quelques-unes de ses utilisations médicales, etc. avec des remarques pratiques sur l'hydropisie et autres maladies). Cette publication démontre que l'infusion de feuilles de digitale a des effets diurétiques et cardiotoniques capables de réduire l'hydropisie.
L'importance de cette découverte est rapidement reconnue en Europe comme aux Amériques, car l'hydropisie était jusqu'alors une maladie presque toujours fatale. Cependant, si la digitale est efficace contre l'hydropisie d'origine cardiaque, elle ne l'est pas sur d'autres hydropisies. Cette situation conduit, au cours du XIXe siècle et au début du XXe siècle, à la découverte (ou à la redécouverte plus précise) d'autres causes aboutissant à une hydropisie.

### Période moderne: le rein et le foie
L'hydropisie de cause rénale (reins durs à la palpation avec rareté des urines) était suspectée dès l'Antiquité, notamment par Rufus d'Éphèse. En 1695, Frederik Dekkers (de) (1644-1720) découvre la présence d'albumine dans les urines, et en 1741 Nils Rosen von Rosenstein (1706-1773) est le premier à signaler la survenue d'hydropisies après une épidémie de scarlatine.

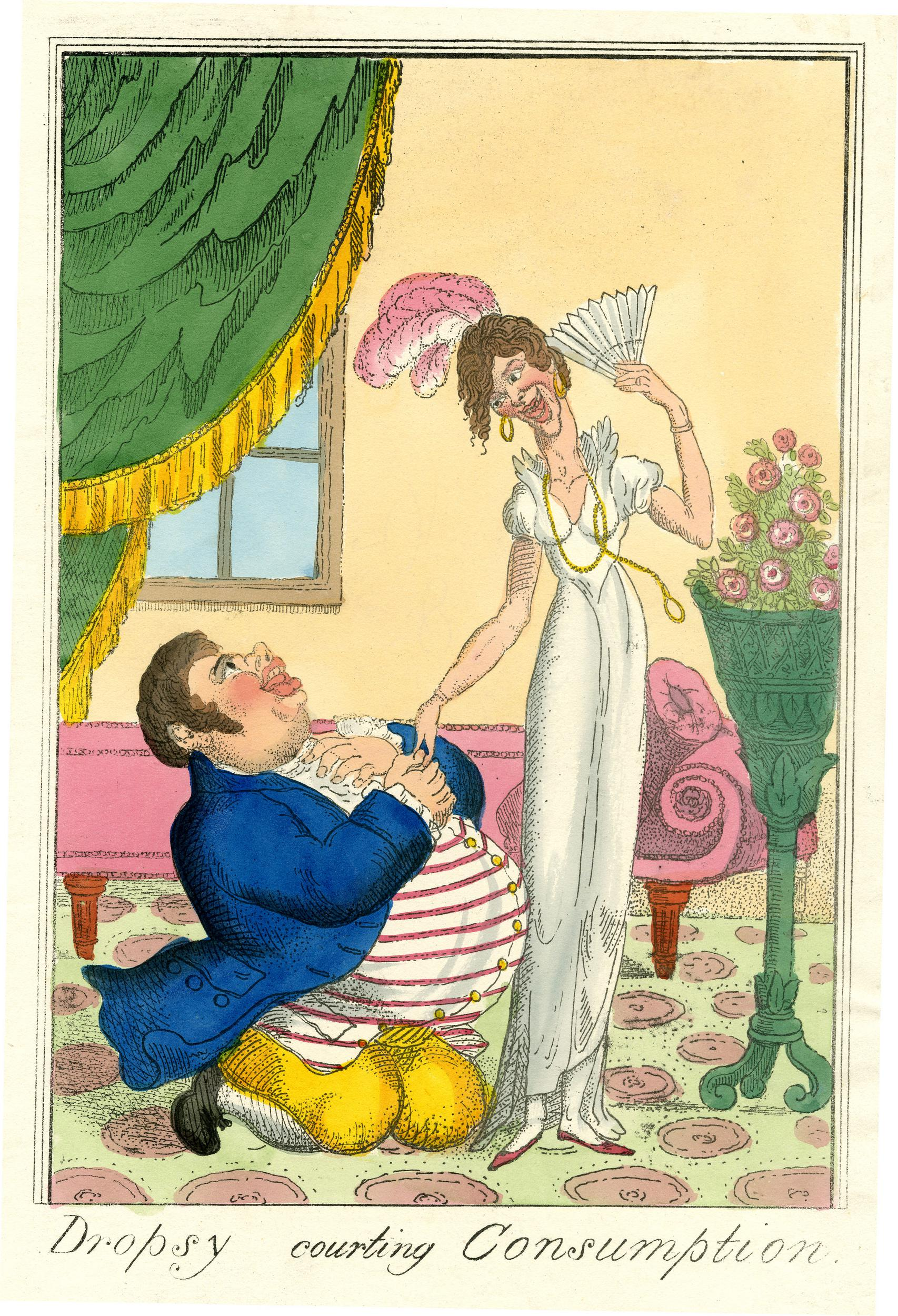
L'hydropisie courtisant la consomption par Thomas Rowlandson (1756-1827). Cette caricature indique la fréquence de ces deux maladies immédiatement reconnaissables par le public.

En 1813, John Blackall (en) (1771-1860) montre que la présence d'albumine dans les urines permet de distinguer des hydropisies d'origine rénale. Toutes ces données sont confirmées en 1827 et 1836 par Richard Bright (1789-1858) du Guy's Hospital de Londres. Bright conjugue le suivi clinique, l'analyse d'urines et l'anatomie pathologique des reins pour démontrer l'hydropisie de cause rénale ou « maladie de Bright », en termes modernes Insuffisance rénale chronique terminale (après glomérulonéphrite aigüe le plus souvent d'origine post-streptococcique – scarlatine, érysipèle… – à l'époque de Bright).
La maladie de Bright est la première entité nosologique dont la définition repose sur une anomalie chimique, corrélée à la méthode anatomoclinique, en milieu hospitalier (séries de patients). Un processus identique se déroule pour l'identification d'une troisième cause d'hydropisie, celle d'origine hépatique.
Dès l'Antiquité, l'hydropisie abdominale (ascite) a été associée à une atteinte du foie par Érasistrate, elle-même liée à une consommation massive de vin entraînant selon Galien un gros foie dur ou scirrhus du foie. Au XVIe siècle, Thomas Erastus (1524-1583) attribue l'hydropisie à une obstruction du foie et de la rate.
Au début du XIXe siècle, René Laennec (1781-1826) réintroduit le scirrhus de Galien sous l'appellation cirrhose. Dans la première moitié du XXe siècle, le mécanisme de l'ascite cirrhotique est précisé en terme d'hypertension portale, expression introduite par Augustin Gilbert (1858-1927),.
D'autres causes d'ascites non cirrhotiques sont identifiées, les principales sont la carcinose péritonéale (par tumeur digestive ou ovarienne) et l'ascite tuberculeuse.
Au cours du XXe siècle, le développement des méthodes d'exploration et d'analyses, la multitude des causes possibles, et les différents traitements adaptés à chaque situation font de l'hydropisie un terme obsolète devenu inutile et trop général,.

## Mentions littéraires et culturelles
Selon Jackie Pigeaud, l'hydropisie est aussi une maladie ayant une tradition philosophique. Si les médecins s'intéressent à l'hydropisie comme maladie du corps, les philosophes l'abordent comme une maladie de l'âme ne connaissant qu'un remède : le courage nécessaire pour s'abstenir de boire.
Plutarque parle d'Épicure qui souffrait d'hydropisie à la fin de sa vie et qui réunit ses amis au cours d'un banquet « en buvant beaucoup, malgré son hydropisie ». Celse (De medicina, livre III, 21) rapporte que l'épicurien Métrodore a cru trouver un stratagème pour guérir de son hydropisie : il buvait puis recrachait ce qu'il avait bu, il finit par mourir de sa ruse.
Horace, dans une de ses Odes (II, 2, à Salluste) signale en quatre vers le danger de boire pour un hydropique : 
 « Il enfle davantage, cruel envers lui-même, en cédant à sa soif, ce malheureux hydropique : pourra-t-il chasser l'ardeur qui le dévore, tant que le principe du mal n'aura pas abandonné ses veines, et qu'une lymphe indolente entretiendra la pâleur de son corps ? » (traduction Panckoucke 1872). 
Diogène Laërce rapporte les circonstances de la mort d'Héraclite :

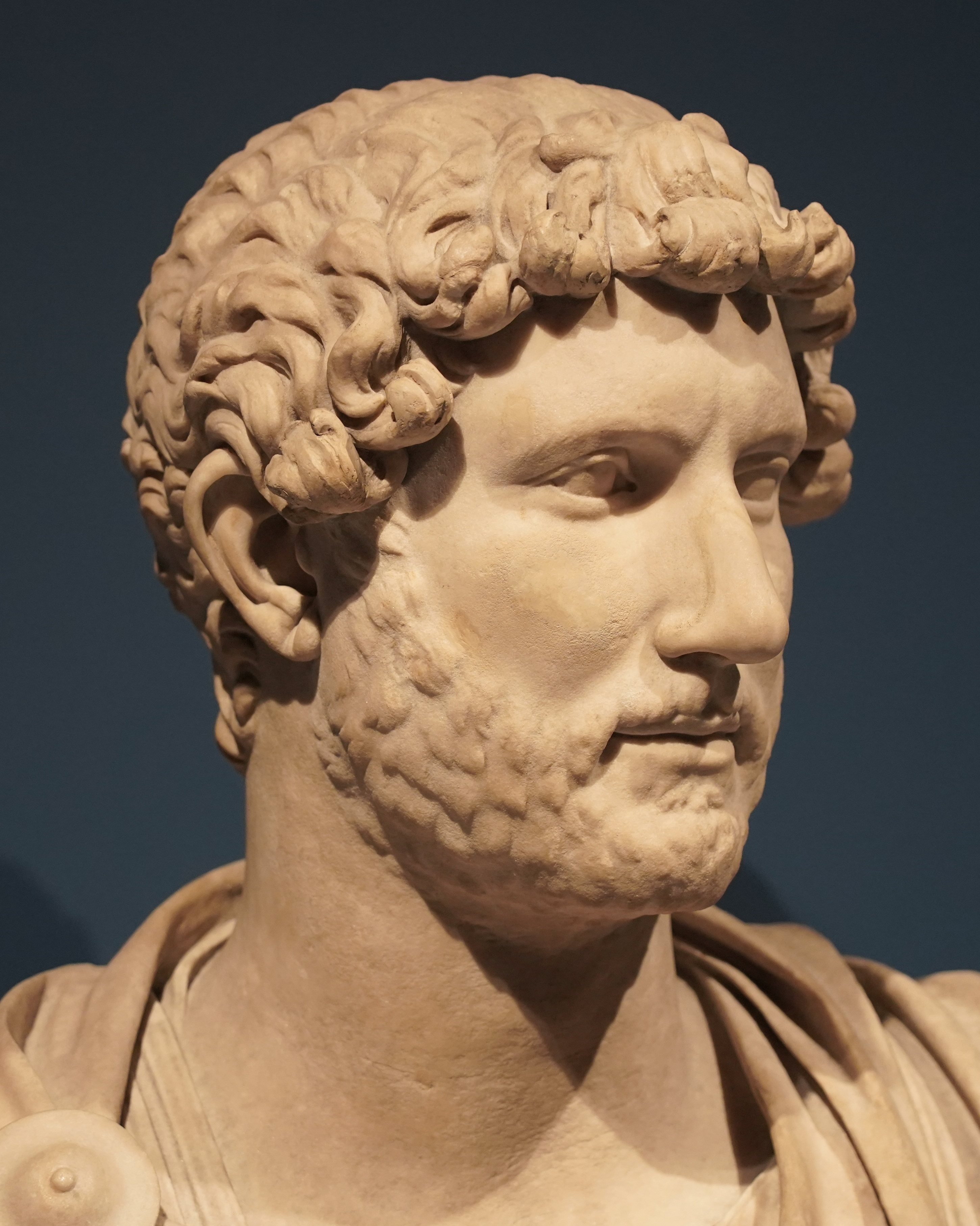
Buste d'Hadrien, trouvé à Tivoli et daté de 125-130. L'artiste a fidèlement reproduit une caractéristique physique de l'empereur : un sillon diagonal sur le lobe de l'oreille.

« Il devint si misanthrope, qu'il se retira à l'écart et s'en alla vivre d'herbes et de plantes sur les montagnes. Toutefois, ce régime l'ayant rendu hydropique, il redescendit à la ville pour consulter les médecins, auxquels il demanda sous forme d'énigme, s'ils pourraient changer un temps pluvieux en sècheresse. Comme ils ne comprenaient pas, il alla s'enfermer dans une étable, et espéra se guérir et dessécher cette eau à la chaleur de la bouse dont il se couvrit. Mais n'arrivant à rien même par ce moyen, il finit par en mourir à l'âge de soixante ans » (Vies, doctrines et sentences des philosophes illustres, IX, 3).
Selon Grmek, un régime strictement végétarien aurait pu être à l'origine d'un œdème de carence, mais il faudrait plutôt évoquer une affection très grave (tuberculose du péritoine, défaillance cardiaque ou cirrhose du foie).
Plutarque mentionne aussi le roi Orodès II qui souffrait d'hydropisie et qui fut empoisonné à l'aconit par son fils, mais le poison, loin de tuer le roi, améliora son hydropisie, alors le fils étrangla son père.
L'empereur romain Hadrien (76-138) est décédé, selon les textes classiques, d'une hydropisie interprétée en 1980 comme d'origine cardiaque, car ses bustes présentent un sillon en diagonale sur le lobule des deux oreilles ou signe de Frank, cette caractéristique n'étant pas une convention des portraits romains.
Dans sa méditation sixième (sections 342-343), René Descartes reprend le sujet philosophique de la soif de l'hydropique pour enseigner qu'il n'y a pas de différence d'être entre une horloge réglée et une horloge déréglée, car elles répondent toutes deux aux lois de la nature. Cependant, il y a une différence entre une horloge déréglée et un homme hydropique,  chez l'hydropique, il y a une erreur de nature : celle d'avoir soif alors que boire est nuisible.

L'hydropisie est mentionnée dans les comédies de Molière, la plus fameuse est celle du Malade imaginaire, acte III, scène 5, dans un dialogue médecin-malade où l'hydropisie est le point final d'une énumération comique : 
Monsieur Purgon — De la dysenterie dans l'hydropisie.
Argan — Monsieur Purgon !

Monsieur Purgon — Et de l'hydropisie dans la privation de la vie, où vous aura conduit votre folie. 

## Personnalités décédées d'hydropisie
- v. -480 : Héraclite (selon Diogène Laërce)
- 40 : Cnaeus Domitius Ahenobarbus (père de Néron)
- 138 : Hadrien (empereur romain)
- 395 : Théodose Ier (empereur romain)
- 423 : Honorius (empereur romain)
- 472 : Olybrius (empereur romain)
- 630 : Sainte Onenne (sainte bretonne probablement légendaire)
- 641 : Héraclius (empereur byzantin)
- 741 : Léon III l'Isaurien
- 768 : Pépin le Bref
- 847 : Al-Wāt̠iq (calife abbasside)
- 1231 : S. Antoine de Padoue
- 1252 : Aimée d'Assise
- 1274 : S. Thomas d'Aquin
- 1285 : Philippe Ier de Savoie
- 1376 : Édouard de Woodstock
- 1495 : Jean II de Portugal
- 1588 : Julien de Médicis (hypothèse)
- 1592 : Alexandre Farnèse
- 1597 : S. Pierre Canisius
- 1616 : Miguel de Cervantes
- 1648 : Claude de Médicis
- 1653 : Alphonse-Louis du Plessis de Richelieu
- 1662 : Gabrielle de Livron-Bourbonne
- 1676 : Fazıl Ahmet Köprülü
- 1680 : Pierre-Paul Riquet
- 1711 : Nicolas Boileau
- 1756 : Rolland-Michel Barrin, comte de La Galissonière
- 1761 : Fougeret de Monbron
- 1763 : Marivaux
- 1766 : Étienne de Perier
- 1811 : Jean-François Chalgrin
- 1812 : Louis Thomas Villaret de Joyeuse
- 1816 : Pierre Augereau
- 1820 : Manuel Belgrano
- 1820 : François Joseph Lefebvre, maréchal d'Empire
- 1824 : Louis XVIII, roi de France
- 1842 : Clemens Brentano
- 1851 : James Fenimore Cooper
- 1855 : Carl Friedrich Gauss
- 1877 : Gustave Courbet
- 1886 : Franz Liszt

L'hydropisie des papes a fait l'objet d'une étude particulière, car leur état de santé était étroitement surveillé et rapporté par les chroniqueurs. Cette étude a porté sur les 51 papes de 1555 à 1978. Neuf d'entre eux sont morts hydropiques, à l'âge moyen de 75 ans et demi.
L'hydropisie par lithiase urinaire liée à la goutte est la cause du décès de Clément VIII, Clément X, Innocent XI et Benoît XIV. L'hydropisie par malnutrition (lithiase urinaire non goutteuse) est celle d'Innocent XIII.
Paul IV est mort d'une thrombophlébite au cours d'une hydropisie d'origine hépatique et rénale ; Jean-Paul Ier d'une hydropisie d'origine cardiaque et rénale (défaillance cardiaque par hypertension) ; Clément XIV d'une hydropisie iatrogène (atteinte rénale par traitement mercuriel).
Trois papes (Innocent XI, Benoît XIV et Clement XIV) ont été saignés, peu avant la mort, pour prévenir un œdème aigu du poumon. L'état des papes hydropiques était aggravé par l'alimentation trop salée de la haute société de leur temps, la mesure de la pression artérielle et le rôle du régime hyposodé n'étant pratiqués ou reconnus qu'à partir du début du XXe siècle.

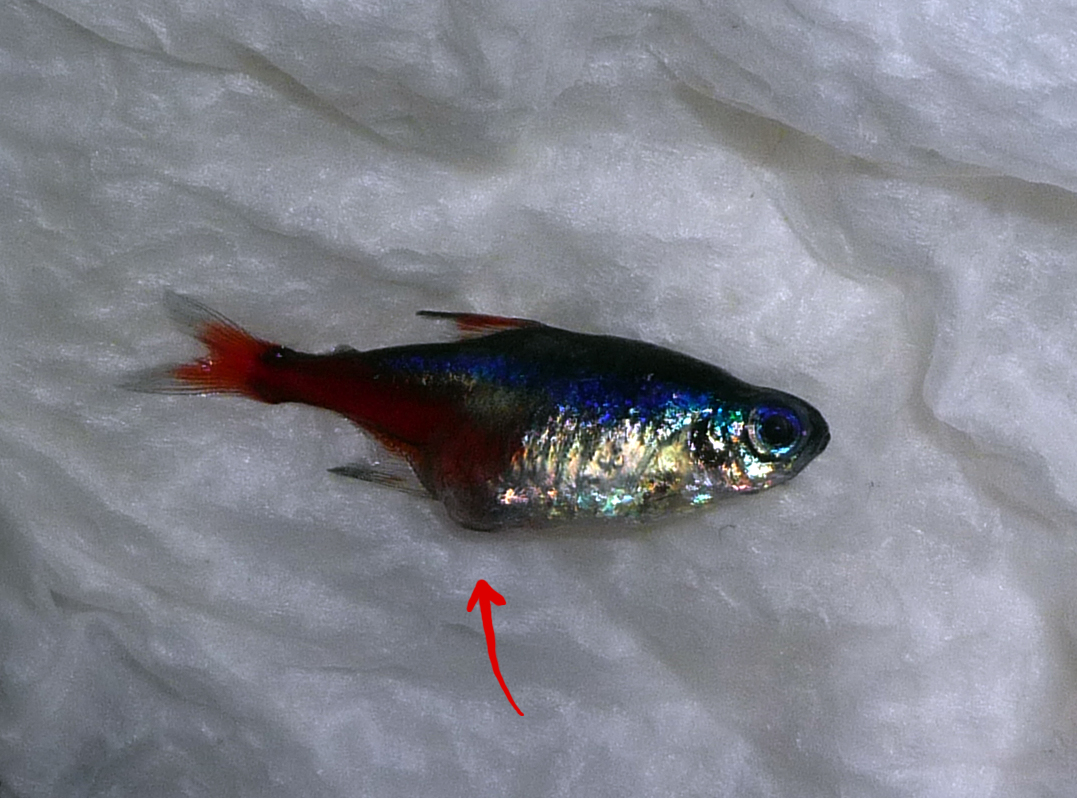
Hydropisie chez le tétra néon.

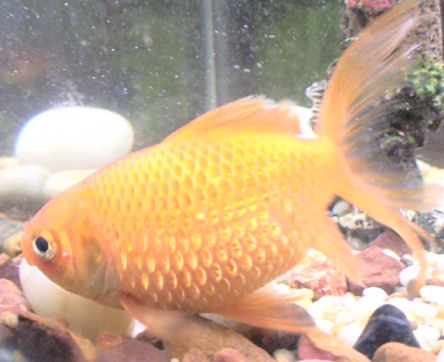
Poisson rouge atteint d'hydropisie.

## Chez les poissons d'aquarium

### Symptômes
L'hydropisie est une maladie (virale ou — le plus souvent — bactérienne) qui provoque un gonflement des poissons ainsi qu'un hérissement des écailles. Dans des cas extrêmes, le sang perle à travers les écailles du poisson entraînant rapidement sa mort.
Elle est très fréquente chez les gouramis nains (Trichogaster lalius).
Elle est assez rare chez le guppy, mais très rapidement visible de par la petite taille de ces poissons (à ne pas confondre toutefois avec un début de grossesse chez une femelle).

### Traitements envisageables
L'utilisation d'un antibiotique à large spectre ou de produits spécifiques à la maladie permet de rapidement redresser l'état de santé des poissons. De plus, des changements d'eau sont vivement conseillés.
Il faut isoler le poisson dans un bac annexe et effectuer un traitement à l’auréomycine.